# Новая Жизнь (Марксовский район)
Новая Жизнь — село в Марксовском районе Саратовской области в составе Зоркинского муниципального образования.

## География
Посёлок расположен на расстоянии примерно 39 километров по прямой на восток от районного центра города Маркс.

## Население
Постоянное население составляло 3 человека в 2002 году (русские 67 %, казах 33 %), 3 в 2010 году.